# 22631 Dillard
22631 Dillard este un asteroid din centura principală de asteroizi.

## Descriere
22631 Dillard este un asteroid din centura principală de asteroizi. A fost descoperit pe 22 mai 1998 la Socorro, New Mexico, în cadrul proiectului LINEAR. Asteroidul prezintă o orbită caracterizată de o semiaxă mare de 2,39 ua, o excentricitate de 0,10 și o înclinație de 5,1° în raport cu ecliptica.